# Brooklyn Bounce

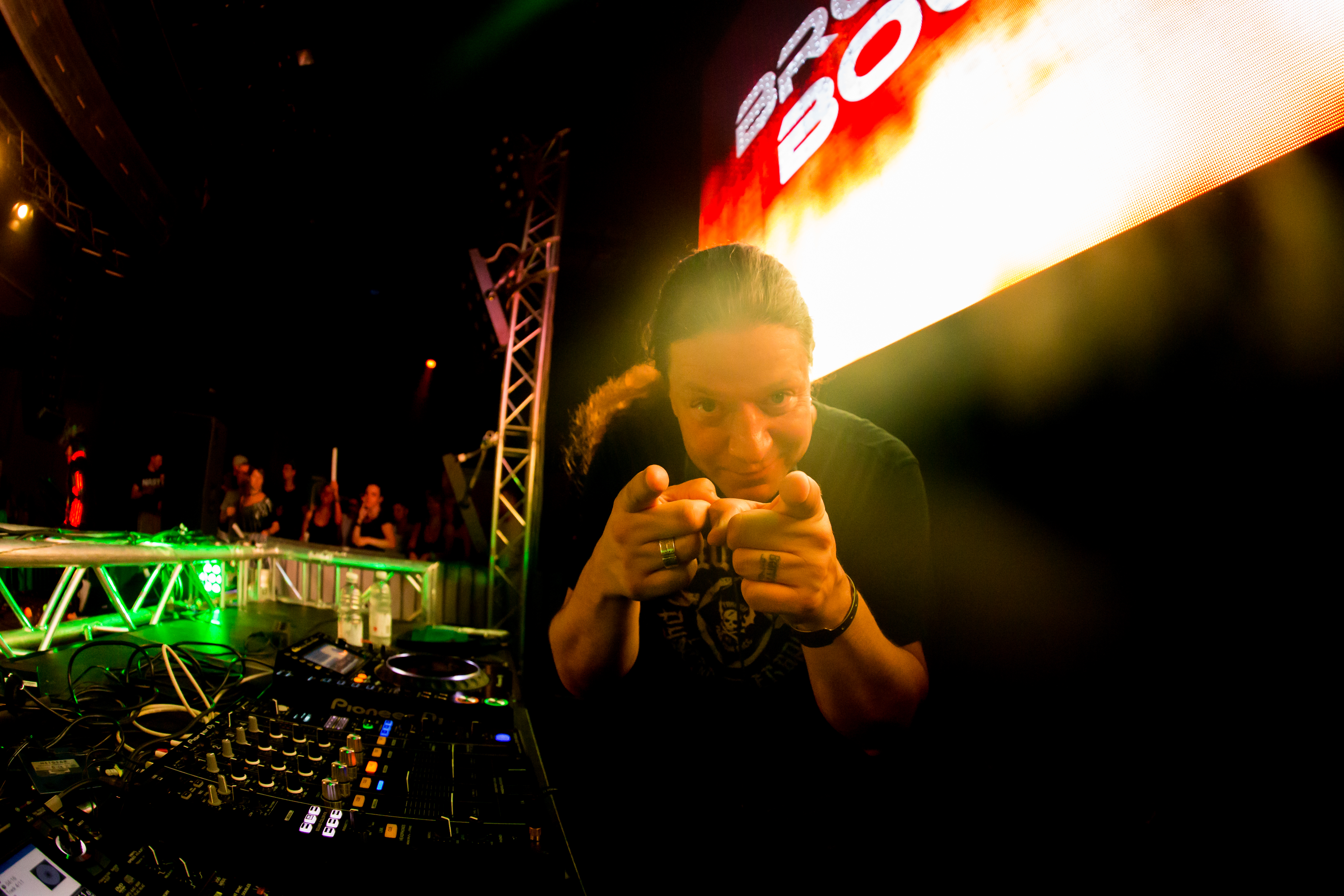
Dennis Bohn (D-Bone) in Mannheim bei Sunshine Live – Die 2000er Live on Stage (2016)

Brooklyn Bounce ist ein 1996 gegründetes deutsches Dance-Duo der Produzenten Matthias Menck (Double M) und Dennis Bohn (D-Bone, Sohn von Carsten Bohn), die seit 1995 zusammenarbeiten. Sie wurden durch Titel wie The Theme (of Progressive Attack), Get Ready to Bounce, Bass, Beats & Melody und Loud & Proud bekannt und schafften es mehrmals bis in die deutschen Charts.

## Karriere
Menck und Bohn, beide gebürtige Hamburger, lernten sich 1995 kennen. Das Duo hatte seinen ersten Hit als Boyz R Us mit der Single Singin ’In My Mind. Im Jahr 1996 debütierten sie als Brooklyn Bounce und veröffentlichten The Theme (of Progressive Attack), dessen Erfolg das Debütalbum, The Beginning, begründete.
Menck und Bohn arbeiten ausschließlich im Studio und sind bei Auftritten nicht auf der Bühne. Stattdessen wurde die Gruppe von mehreren verschiedenen Vokalisten und Tänzern begleitet, die im Laufe der Jahre mit den beiden deutschen Produzenten zusammengearbeitet haben. Die Liste umfasst René „Diablo“ Behrens (ehemals 666), Ulrika Bohn, Alejandra Cuevas-Moreno und Stephan „Damon“ Zschoppe. Die Sänger wurden nur bei Bass, Beats and Melody, veröffentlicht im November 2000, gelistet.
Im Jahr 2006 veröffentlichte Mental Madness Records ein Album mit dem Titel System Shock (The Lost Album 1999), das einige der frühesten Materialien des Produktionsduos enthält. Dieses Album ist nur in einem digitalen Format verfügbar.

## Diskografie

### Studioalben
| Jahr | Titel                              | Höchstplatzierung, Gesamtwochen, AuszeichnungChartplatzierungen (Jahr, Titel, Platzierungen, Wochen, Auszeichnungen, Anmerkungen) | Höchstplatzierung, Gesamtwochen, AuszeichnungChartplatzierungen (Jahr, Titel, Platzierungen, Wochen, Auszeichnungen, Anmerkungen) | Höchstplatzierung, Gesamtwochen, AuszeichnungChartplatzierungen (Jahr, Titel, Platzierungen, Wochen, Auszeichnungen, Anmerkungen) | Anmerkungen                                                                                                   |
| Jahr | Titel                              | DE | AT | CH | Anmerkungen                                                                                                   |
| ---- | ---------------------------------- | --- | --- | --- | --- |
| 1997 | The Beginning                      | DE24 (12 Wo.)DE | AT24 (7 Wo.)AT | CH37 (3 Wo.)CH | Erstveröffentlichung: 3. Juni 1997                                                                            |
| 1997 | The Second Attack                  | DE86 (1 Wo.)DE | — | — | Erstveröffentlichung: 24. November 1997                                                                       |
| 2001 | Restart                            | DE24 (6 Wo.)DE | AT25 (5 Wo.)AT | — | Erstveröffentlichung: 17. April 2001                                                                          |
| 2002 | BB Nation                          | DE57 (1 Wo.)DE | — | — | Erstveröffentlichung: 11. November 2002                                                                       |
| 2004 | X-pect the Un-X-pected             | — | — | — | Erstveröffentlichung: 6. September 2004                                                                       |
| 2006 | System Shock (The Lost Album 1999) | — | — | — | Erstveröffentlichung: 23. August 2006 1999 fertiggestelltes, aber bis 2006 nicht veröffentlichtes Studioalbum |

### Kompilationen
- 2000: The Progressive Years
- 2004: Best of Brooklyn Bounce
- 2005: Sex, Bass & Rock’n'Roll
- 2006: Best of Brooklyn Bounce 1996–2006 (nur in Australien veröffentlicht)
- 2010: X-Files
- 2011: BB-Styles

### Remixalben
- 1999: Re-Mixed Collection

### Singles
| Jahr | Titel Album                                     | Höchstplatzierung, Gesamtwochen, AuszeichnungChartplatzierungen (Jahr, Titel, Album, Platzierungen, Wochen, Auszeichnungen, Anmerkungen) | Höchstplatzierung, Gesamtwochen, AuszeichnungChartplatzierungen (Jahr, Titel, Album, Platzierungen, Wochen, Auszeichnungen, Anmerkungen) | Höchstplatzierung, Gesamtwochen, AuszeichnungChartplatzierungen (Jahr, Titel, Album, Platzierungen, Wochen, Auszeichnungen, Anmerkungen) | Höchstplatzierung, Gesamtwochen, AuszeichnungChartplatzierungen (Jahr, Titel, Album, Platzierungen, Wochen, Auszeichnungen, Anmerkungen) | Höchstplatzierung, Gesamtwochen, AuszeichnungChartplatzierungen (Jahr, Titel, Album, Platzierungen, Wochen, Auszeichnungen, Anmerkungen) | Anmerkungen                            |
| Jahr | Titel Album                                     | DE | AT | CH | UK | US | Anmerkungen                            |
| ---- | ----------------------------------------------- | --- | --- | --- | --- | --- | -------------------------------------- |
| 1996 | The Theme (of Progressive Attack) The Beginning | DE9 Gold · (21 Wo.)DE | — | CH9 (12 Wo.)CH | — | — | Erstveröffentlichung: 7. November 1996 |
| 1997 | Get Ready to Bounce The Beginning               | DE6 (12 Wo.)DE | AT7 (12 Wo.)AT | CH21 (5 Wo.)CH | UK86 (1 Wo.)UK | US95 (4 Wo.)US | Erstveröffentlichung: 25. April 1997   |
| 1997 | Take A Ride The Beginning                       | DE28 (9 Wo.)DE | AT22 (6 Wo.)AT | CH39 (1 Wo.)CH | — | — | Erstveröffentlichung: 25. Juli 1997    |
| 1997 | The Real Bass The Second Attack                 | DE23 (6 Wo.)DE | AT22 (8 Wo.)AT | — | UK91 (1 Wo.)UK | — | Erstveröffentlichung: 1997             |
| 1998 | The Music’s Got Me The Second Attack            | DE39 (6 Wo.)DE | AT30 (6 Wo.)AT | CH49 (1 Wo.)CH | UK67 (1 Wo.)UK | — | Erstveröffentlichung: 6. Februar 1998  |
| 1998 | Contact Re-Mixed Collection                     | DE44 (4 Wo.)DE | AT38 (1 Wo.)AT | — | — | — | Erstveröffentlichung: 1998             |
| 1999 | Canda! (The Darkside Returns) –                 | DE56 (3 Wo.)DE | AT32 (5 Wo.)AT | — | — | — | Erstveröffentlichung: 28. Mai 1999     |
| 2000 | Bass, Beats & Melody Restart                    | DE4 Gold · (15 Wo.)DE | AT2 Gold · (16 Wo.)AT | CH43 (12 Wo.)CH | — | — | Erstveröffentlichung: 6. November 2000 |
| 2001 | Born to Bounce Restart                          | DE22 (9 Wo.)DE | AT14 (10 Wo.)AT | CH94 (3 Wo.)CH | — | — | Erstveröffentlichung: 26. Februar 2001 |
| 2001 | Club Bizarre Restart                            | DE12 (11 Wo.)DE | AT9 (12 Wo.)AT | CH41 (12 Wo.)CH | — | — | Erstveröffentlichung: 5. November 2001 |
| 2002 | Loud & Proud BB Nation                          | DE9 (11 Wo.)DE | AT9 (15 Wo.)AT | CH88 (3 Wo.)CH | — | — | Erstveröffentlichung: 10. Juni 2002    |
| 2002 | Bring It Back BB Nation                         | DE30 (6 Wo.)DE | AT24 (13 Wo.)AT | — | — | — | Erstveröffentlichung: 2002             |
| 2003 | X2X (We Want More) X-Pect the Un-X-Pected       | DE37 (7 Wo.)DE | AT33 (9 Wo.)AT | — | — | — | Erstveröffentlichung: 2003             |
| 2004 | Crazy X-Pect the Un-X-Pected                    | DE52 (5 Wo.)DE | AT32 (7 Wo.)AT | — | — | — | Erstveröffentlichung: 2004             |
| 2005 | Sex, Bass & Rock’n’Roll                         | DE94 (4 Wo.)DE | — | — | — | — | Erstveröffentlichung: 2005             |

Weitere Singles
- 1999: Listen to the Bells
- 1999: Funk U
- 2000: Tiempo de la Luna
- 2007: The Theme Recall 08
- 2008: Get Ready to Bounce Recall 08
- 2009: Louder & Prouder (vs. Sample Rippers)
- 2009: Crazy (vs. Alex M. & Marc van Damme)
- 2010: Bass Beats & Melody Reloaded! (vs. Technoboy)
- 2010: Club Bizarre (vs. DJs from Mars)
- 2010: MegaBounce (vs. Megastylez)
- 2011: Sex, Bass & Rock’n'Roll (vs. DJs from Mars)
- 2011: Cold Rock A Party (feat. King Chronic & Miss L.)
- 2011: The Music’s Got Me (vs. Discotronic)
- 2012: Party Bounce (mit Splash)
- 2012: Raving (mit Giorno)
- 2012: Again & Again (mit Nick Skitz & Basslouder)
- 2013: Can You Hear Us Calling (mit Alex M.)
- 2013: Big Phatt Sounds (mit Crystal Lake feat. Taya)
- 2014: Can You Feel the Bass (mit Rainy!)
- 2014: Play It Hard 2k14 (mit DJ Dean)
- 2014: Keep It Alive (mit Giorno)
- 2017: Give It A Go (mit Silver Nikan)

## Auszeichnungen für Musikverkäufe
Anmerkung: Auszeichnungen in Ländern aus den Charttabellen bzw. Chartboxen sind in ebendiesen zu finden.
| Land/RegionAuszeichnungen für Musikverkäufe (Land/Region, Auszeichnungen, Verkäufe, Quellen) | Gold     | Platin | Verkäufe | Quellen           |
| -------------------------------------------------------------------------------------------- | -------- | ------ | -------- | ----------------- |
| Deutschland (BVMI)                                                                           | 2× Gold2 | —      | 500.000  | musikindustrie.de |
| Österreich (IFPI)                                                                            | Gold1    | —      | 25.000   | ifpi.at           |
| Insgesamt                                                                                    | 3× Gold3 | —      |          |                   |